# 圣乔治主教座堂 (萨瑟克)
萨瑟克圣乔治主教座堂（St George's Cathedral, Southwark）是天主教萨瑟克总教区的主教座堂，位于伦敦南部的萨瑟克区。
天主教萨瑟克教省包括萨瑟克总教区（伦敦泰晤士河以南、肯特郡和薩里郡北部）、阿伦德尔和布赖顿教区、朴茨茅斯教区和普利茅斯教区。

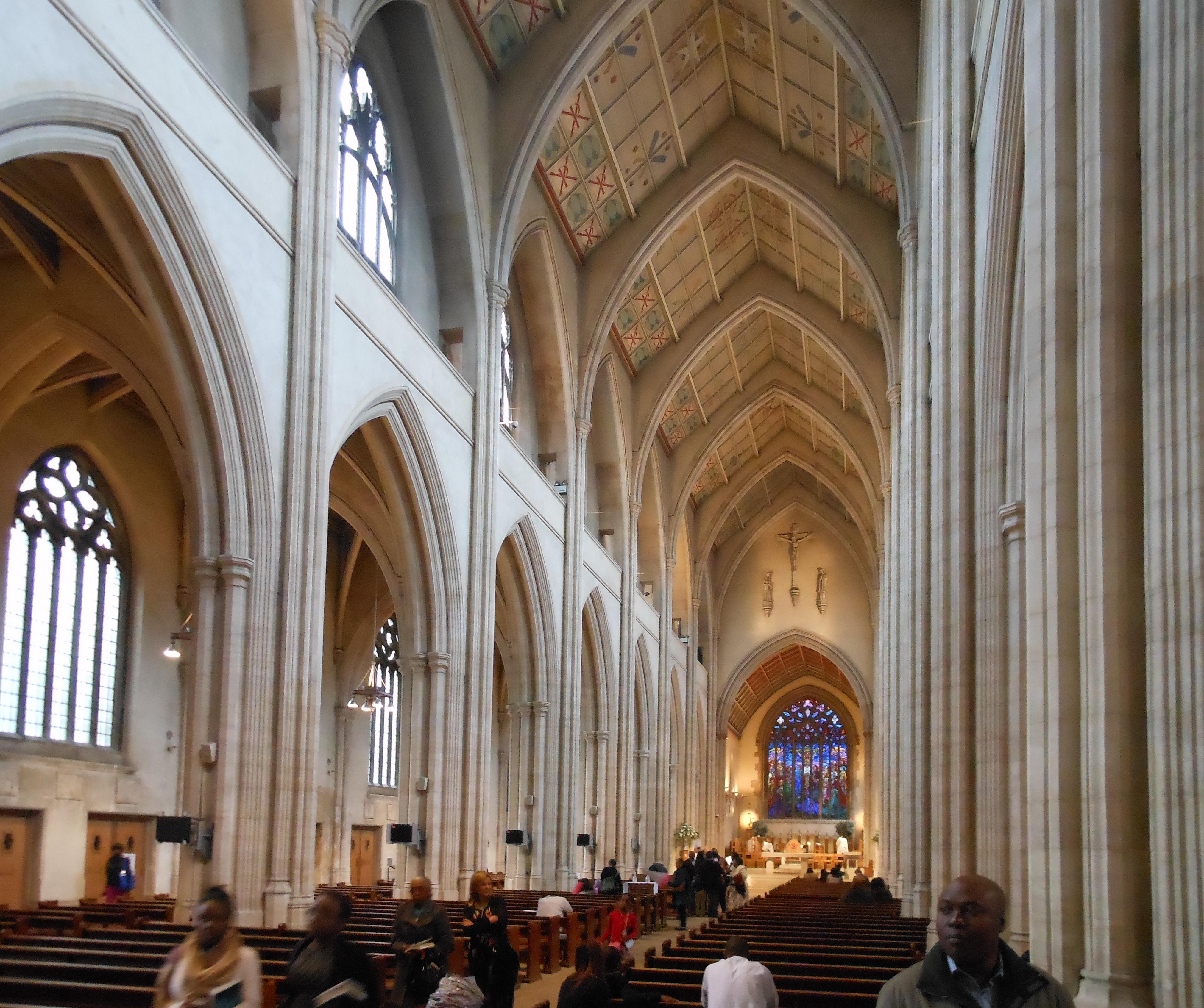
主教座堂內部

原来的主教座堂开放于1848年，由奥古斯塔斯·普金设计，以和查尔斯·巴里重建英国议会大厦设计著称。1848年8月10日，普金和他的第三任妻子举行了该教堂的第一场婚礼。这座主教座堂在第二次世界大战期间遭到轰炸，重建后于1958年重新开放。
这座主教座堂拥有杰出的唱诗班，男童和男人唱诗班在每个星期天11：30的庄严弥撒（Solemn Mass）和重要节日演唱，节目包括都铎复调音乐、额我略平咏、巴洛克和阿尔沃·帕尔特等当代作曲家，还通过BBC广播和电视传播到英国和全世界。女童唱诗班在每个星期天10：00的弥撒演唱。
这座主教座堂位于萨瑟克区兰贝斯路与圣乔治路口，帝国战争博物馆对面。在其北侧，威斯敏斯特桥路上，是圣乔治主教座堂天主教初中。
每年夏天，伦敦南岸大学在这座主教座堂举行毕业典礼。